# آگنیتوم
آگنیتوم یک شرکت روسی تولیدکننده نرم‌افزارهای امنیتی است.

## تاریخچه
شرکت آگنیتوم در سال ۱۹۹۹ در شهر سنت پترزبورگ روسیه تأسیس شد. هدف این شرکت ارائه نرم‌افزارهای امنیتی بود که به سادگی و با قابلیت بالا برای کاربران رایانه‌های خانگی قابل استفاده باشد. اولین نرم‌افزارهای این شرکت یعنی جیمر و تائواسکن برای شناسایی و جلوگیری از حملات هکرها ارائه شدند. موفقیت نرم‌افزار تائواسکن به حدی بود که جایزه «انتخاب سردبیر» مجله پی‌سی مگزین را در می‌سال ۲۰۰۰ دریافت کرد. در مارس ۲۰۰۲ شرکت آگنیتوم دیوارآتش اوت‌پست فایروال پرو را برای اولین بار در دو نسخه رایگان و پولی منتشر ساخت. این نرم‌افزار نسخه کامل‌تر شده نرم‌افزار جیمر بود. در سال ۲۰۰۵ نرم‌افزار اوت‌پست آفیس فایروال که بعدها به اوت‌پست نت‌ورک سکیوریتی تغییر نام یافت را برای کاربران تجاری و شرکتی ارائه کرد. در سال ۲۰۰۷ شرکت آگنیتوم اعلام کرد که اولین نرم‌افزار ضدهرزنامه خود به نام اسپم تری‌یر را منتشر می‌سازد. ضدویروس اوت‌پست و اوت‌پست سکیوریتی سوئیت دیگر نرم‌افزارهای امنیتی آگنیتوم بودند که در سال‌های ۲۰۰۸ و ۲۰۰۹منتشر شدند.

## محصولات
سه محصول اصلی شرکت آگنیتوم عبارتند از:
- اوت‌پست فایروال پرو که یک دیوار آتش شخصی برای محافظت کاربران خانگی در برابر حملات هکرها است.
- اوت‌پست سکیوریتی سوئیت یک مجموعه نرم‌افزاری امنیت رایانه شامل دیوار آتش، ضدویروس، ضدهرزنامه و ضدجاسوس‌افزار برای استفاده کاربران خانگی است.
- اوت‌پست نت‌ورک سکیوریتی یک نرم‌افزار کامل امنیتی برای محافظت شبکه‌های رایانه‌ای شرکت‌های تجاری است.[۲]

ضدویروس اوت‌پست و نرم‌افزار رایگان اسپم تری‌یر از دیگر محصولات شرکت آگنیتوم است.